# Holoplatys panthera
Holoplatys panthera är en spindelart som beskrevs av Zabka 1991. Holoplatys panthera ingår i släktet Holoplatys och familjen hoppspindlar. Inga underarter finns listade i Catalogue of Life.